# Toribash
 (mars 2018).
Si vous disposez d'ouvrages ou d'articles de référence ou si vous connaissez des sites web de qualité traitant du thème abordé ici, merci de compléter l'article en donnant les références utiles à sa vérifiabilité et en les liant à la section « Notes et références ».
Toribash est un jeu vidéo de combat en tour par tour créé par Hampus Söderstörm et sa société Nabi Studios en 2006. Le joueur incarne un Tori, personnage doté d’articulations qu’il doit modifier afin de créer ses propres mouvements. Il est disponible gratuitement sur Windows, MacOS ou Linux, et est depuis peu disponible sur la console Wii,,.

## Système de jeu

### Généralités
Dans ce jeu, aucun mouvement n’est préétabli. Le personnage, un Tori, possède 20 « articulations » : le cou, les épaules, les coudes, les poignets, les pectoraux, la poitrine, les lombaires (qui ne forment dans ce jeu qu’une articulation), les abdominaux (de même, une seule articulation), les muscles fessiers, les hanches, les genoux et les chevilles. Le joueur doit choisir un état pour chaque articulation parmi quatre possibles afin de créer un début de mouvement. Au tour suivant, il pourra continuer ses modifications afin de poursuivre le mouvement souhaité.
Toribash repose sur un système de démembrement : en effet, un coup violent porté sur une articulation pourra séparer votre adversaire en deux au niveau de cette articulation

### Mode solo
Le joueur affronte seul un Tori immobile nommé Uke, également contrôlable. C’est un mode d’entrainement dans lequel le temps n’est plus limité. Il est ainsi possible de créer des combats les plus réalistes possibles (appelés replays, fichiers d'extension .rpl).
Le joueur est libre de faire ce qu'il souhaite dans les limites de la configuration de la physique (taux/facilité des démembrements/fractures, gravité, vitesse du vent, distance et hauteur d'engagement) qu'il aura aussi configuré au début de la partie. Le nombre de frames (unité de temps, configurable) limite la durée du replay. Une fois fini, le joueur pourra voir le combat en temps réel. Un système d’édition permet de revenir sur les combats afin de les modifier à partir d’une frame choisie. Ils pourront ensuite être enregistrés vus et commentés par toute la communauté.

### Multijoueur
En multijoueur, le jeu se déroule dans des "rooms", des petits serveurs créés par les utilisateurs ou non (dans ce cas là il s'agit de serveurs dit "officiels" créés par Nabi elle-même.). Ces serveurs seront configurés (par l'utilisateur qui les as créé) de sorte à permettre au joueur de faire des matchs un contre un sur un mod spécifique.
Un mod est en fait une sauvegarde d'une configuration spécifique (comme en SP, la physique, le nombre de frames totales du matchs, le nombre de frames par tour, le type des conditions de victoires du match). Dans certains cas les mods peuvent ajouter des objets (des plateformes, un décor de type parkour, des armes que les toris peuvent "prendre en main") en plus des toris, voire modifier la forme physique du tori (certains mods font ressembler le personnage à un scorpion, ou le transforment en voiture de course. Dans ces mods, le gameplay reste le même, à savoir interagir sur l'état des articulations.).
Les joueurs vont alors à chaque tour définir l'état de leurs articulations et à chaque fin de tour le serveur diffusera l'action pendant le nombre de frames prévues et redonnera la main aux joueurs. Une fois le match terminé (une des conditions de victoires rencontrées pour l'un ou l'autre des joueurs, le nombre de frames totales écoulées ou bien encore un "draw" - match nul) le joueur vainqueur restera en jeu, alors que le perdant rejoindra la dernière position de la liste d'attente du serveur. Le premier joueur dans la liste d'attente devient donc l'opposant du vainqueur, et ainsi de suite.
En cas de match nul, le match est rejoué entre les mêmes adversaires.
La condition de victoire par défaut est d'avoir plus de points de dégâts ("score" indiquant le nombre de points de dégâts infligés à l'aide de coup puissants et/ou précis aux diverses parties du corps et articulations de son adversaire.). Une autre condition de victoire qui est une des options de configuration est la disqualification. La disqualification intervient lorsqu'un personnage touche le sol avec une autre partie que ses mains ou ses pieds.
À chaque fois qu'un joueur joue un match en ligne, son compte se voit gratifier d'un point de QI. Ce système permet la quantification du nombre total de matchs joués. Cela donne accès à certains items "bloqués" (voir la partie suivante).
Le nombre de points de QI attribue également une ceinture représentant le "niveau d'avancement" du joueur. Un certain nombre de QI permettent également d'accéder à certains serveurs officiels. (les serveurs Ultimate n'acceptent que des joueurs ayant au moins 3000 points de QI, donc 3000 matchs joués en ligne).
| Ceinture                             | QI          |
| ------------------------------------ | ----------- |
| Ceinture blanche (White Belt)        | 0 QI        |
| Ceinture jaune (Yellow Belt)         | 20 QIs      |
| Ceinture orange(Orange Belt)         | 50 QIs      |
| Ceinture verte (Green Belt)          | 100 QIs     |
| Ceinture bleue (Blue Belt)           | 200 QIs     |
| Ceinture marron (Brown Belt)         | 500 QIs     |
| Ceinture noire (Black Belt)          | 1000 QIs    |
| 2nd Dan (2nd Dan Black Belt)         | 2000 QIs    |
| 3e Dan (3rd Dan Black Belt)          | 3000 QIs    |
| 4e Dan (4th Dan Black Belt)          | 4000 QIs    |
| 5e Dan (5th Dan Black Belt)          | 5000 QIs    |
| 6e Dan (6th Dan Black Belt)          | 6000 QIs    |
| 7e Dan (7th Dan Black Belt)          | 7000 QIs    |
| 8e Dan (8th Dan Black Belt)          | 8000 QIs    |
| 9e Dan (9th Dan Black Belt)          | 9000 QIs    |
| 10e Dan (10th Dan Black Belt)        | 10 000 QIs  |
| Ceinture Maitre (Master Belt)        | 15000 QIs   |
| Ceinture Personnalisée (Custom Belt) | 20 000 QIs  |
| Ceinture de Dieu (God Belt)          | 50 000 QIs  |
| Ceinture de l'Elu (One Belt)         | 100 000 QIs |

### Personnalisation
Il est possible de choisir de nombreux paramètres afin de régler le jeu de la manière qui vous convient.
Avant de se lancer dans la création d'un replay (ou à la création d'un serveur de jeu en ligne) il est possible de choisir les différentes variables du combat, comme la distance d'engagement, la durée (en frames) du match, le nombre de frames qui défileront par tour, ainsi que le taux de rupture des articulations (une fois qu'elles auront encaissé un grand nombre de dommages, elles sauteront, démembrant ainsi le personnage), de même que les diverses composantes physiques à savoir la gravité et la force du vent. Des objets supplémentaires peuvent être ajoutés, avec lesquels il sera possible d'interagir[réf. souhaitée].
De nombreux « mods » développés par les joueurs regroupent tous les paramètres choisis. Ces mods sont ensuite listés dans le jeu et ainsi disponible pour toute la communauté.
Il est également possible de personnaliser son Tori, choisir une couleur pour toutes les articulations, ou appliquer une texture sur une partie du personnage. Cette personnalisation est possible en achetant des items disponibles sur le forum officiel grâce aux Toricrédits, la monnaie de Toribash[réf. souhaitée]. Le joueur gagne des toricrédits en remportant des matchs dans les serveurs officiels ou en faisant du commerce sur le forum officiel[réf. souhaitée]. Il est également possible d'acheter des ToriCrédits en échange d'argent réel (dollars)[réf. souhaitée]. Tous ces items n'influent que sur l'aspect visuel de votre Tori, payer n'apporte aucune facilité au niveau du gameplay[réf. nécessaire].
Enfin, quelques scripts codés en Lua permettent d’ajouter des fonctionnalités : création de vidéos, décors, intelligence artificielle...

## Accueil
Le jeu a été nommé lors de l'Independent Games Festival 2007 pour Prix de l'innovation en Game design.